# 銅鑼灣地帶

銅鑼灣地帶

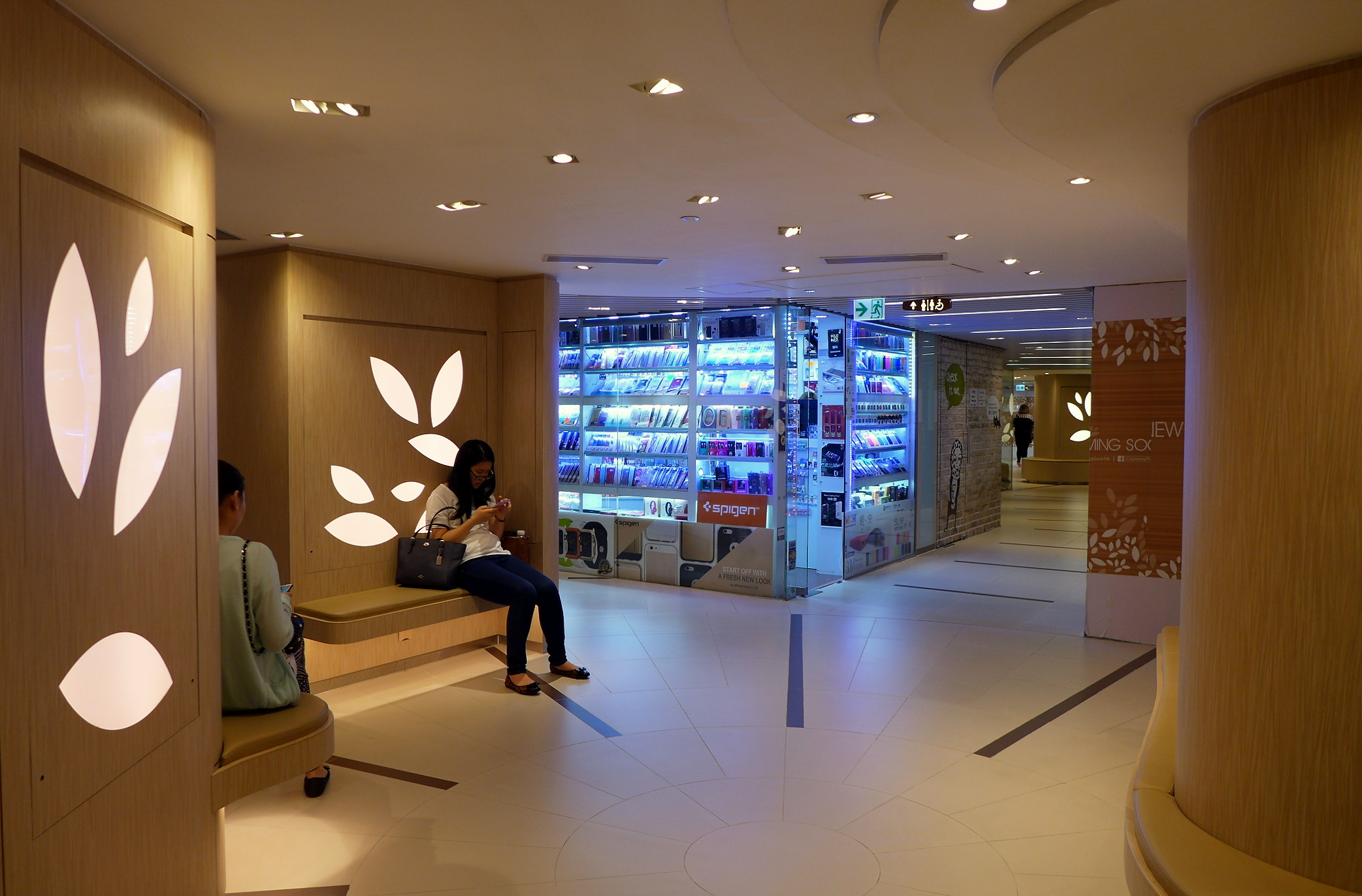
2014年翻新後的銅鑼灣地帶，利用柱身空間作閒座區

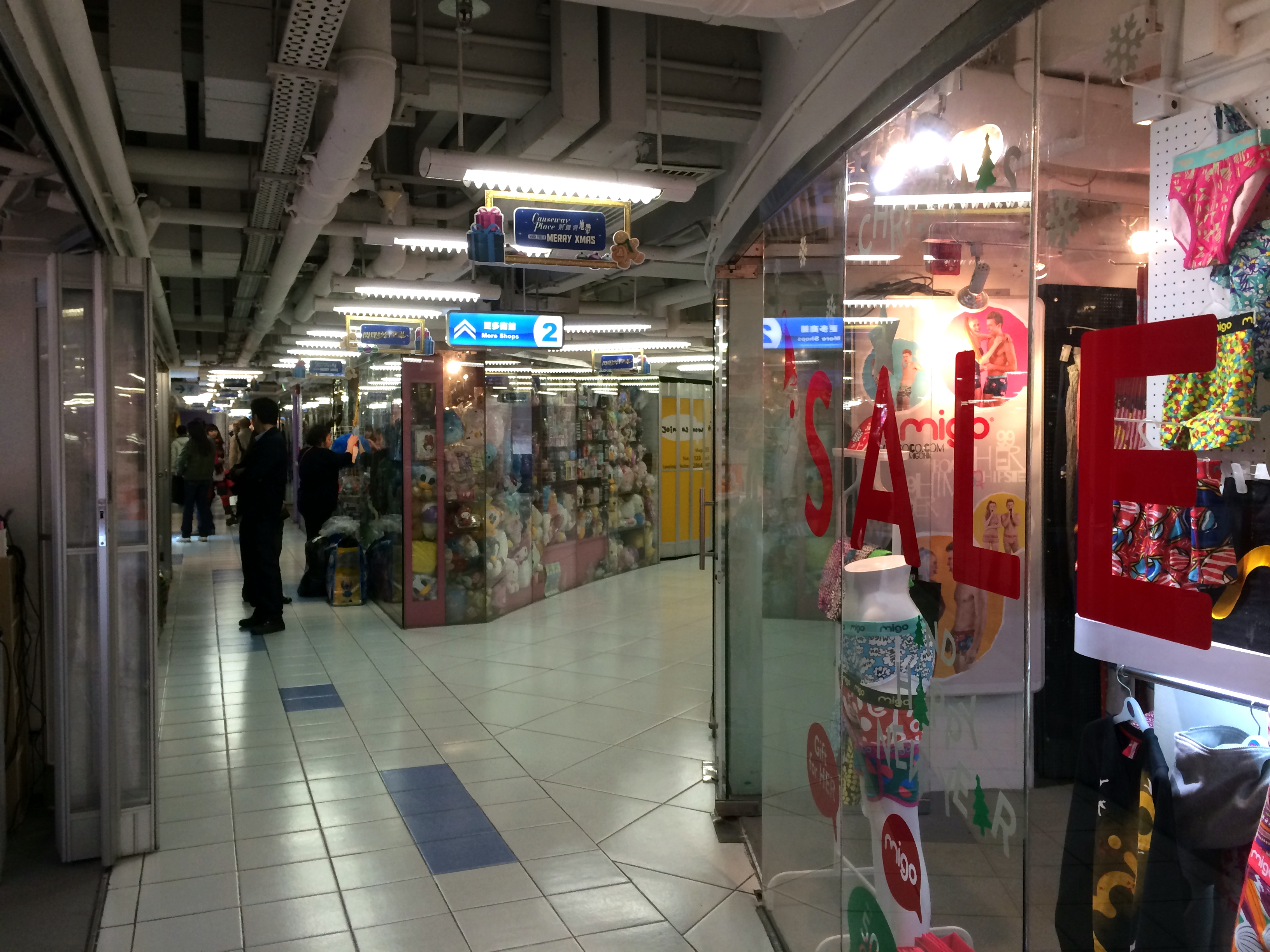
翻新前的銅鑼灣地帶(2013年)

銅鑼灣地帶（英語：Causeway Place）是位於香港銅鑼灣記利佐治街2-10號的商場，為上蓋物業香港大廈的基座。商場樓高3層，總面積共37,000平方呎，設超過160間店舖，商舖面積約60至2,100平方呎。由華人置業斥資7,000萬元發展，於2000年12月開放。

## 歷史
銅鑼灣地帶原址前身是香港大廈地下至二樓商舖、美心酒樓及紅寶石餐廳舊址。到2000年推出市場，超過500多名客戶爭相申請租用170多個商舖。當年商場平均租金呎價為港幣250元，商舖面積由100多呎至600多呎不等。

## 設計
發展商為使商場入口更寬敞和吸引，當年以7,000萬元收購毗鄰舖位以擴闊商場入口。商場內外裝飾選料方面，採用當時流行的意大利入口人造磚及Bisazza彩色瓦磚。向記利佐治街的部分更安裝了大型落地玻璃。

## 租戶
商場目標客源為15至30歲的年輕人，以售賣日本及韓國直接進口服飾、精品及時下流行的時裝為主；當中不乏特色商舖包括地舖的為女生熱捧的韓國彩妝品牌Etude House、位於2樓的雙妹嚜、1樓的VILLAGE VANGUAND及周秀娜自家品牌LA MIU等。2014年更引入人氣甜品食肆He She Eat於2樓樓層，令商場的租戶變得更多元化。

## 拆售
2013年2月，華人置業於市場拆售約170個舖位，惟推售期間遇上政府雙倍印花稅措施，影響銷情，華置最終沽出90個舖位。到同年12月中，發展商重新推售該商場舖位，涉及商場2樓合共約30餘個舖位，並在旗下銅鑼灣皇室堡10樓，設立售樓處及示範舖位，並展示項目模型及舖位分布圖等。發展商亦指出，2014年將為物業翻新，料涉約3,000萬元，需時約1年，計劃把2樓打造成化粧品樓層，以吸引人流聚集。

## 外部連結
- 銅鑼灣地帶官方網站 （页面存档备份，存于）
- 銅鑼灣地帶 Facebook專頁 （页面存档备份，存于）